# Martiniana Po
Martiniana Po (okcitánul: Martinhana) település Olaszországban, Piemont régióban, Cuneo megyében. Lakosainak száma 748 fő (2023. január 1.). Martiniana Po Brondello, Gambasca, Isasca, Revello és Brossasco községekkel határos.

## Népesség
A település lakossága az elmúlt években az alábbi módon változott:
| Lakosok száma | 770  | 761  | 748  |
|               | 2017 | 2018 | 2023 |